# Sikorsky H-5
Pour les articles homonymes, voir H-5 et S-51.
Le Sikorsky H-5 est un hélicoptère construit par la société américaine Sikorsky Aircraft Corporation. Il est aussi connu sous les noms de R-5, S-51, HO3S-1, ou Horse (R-5 jusqu'en 1948; désignation du constructeur VS-327). 

## Historique
Son premier vol eut lieu le 18 août 1943. Il a été utilisé par l'USAAF puis l'USAF. À l'arrêt de la production, en 1951, plus de 300 exemplaires avaient été construits.
Il est employé pour le premier sauvetage par hélitreuillage le 29 novembre 1945 au large de Long Island.
Il est également le premier hélicoptère à être opéré par une entreprise privée à partir de 1946.
Il a été construit sous licence au Royaume-Uni sous le nom de Westland WS-51 Dragonfly (en) entre 1949 et 1954 à 133 unités.

## Variantes

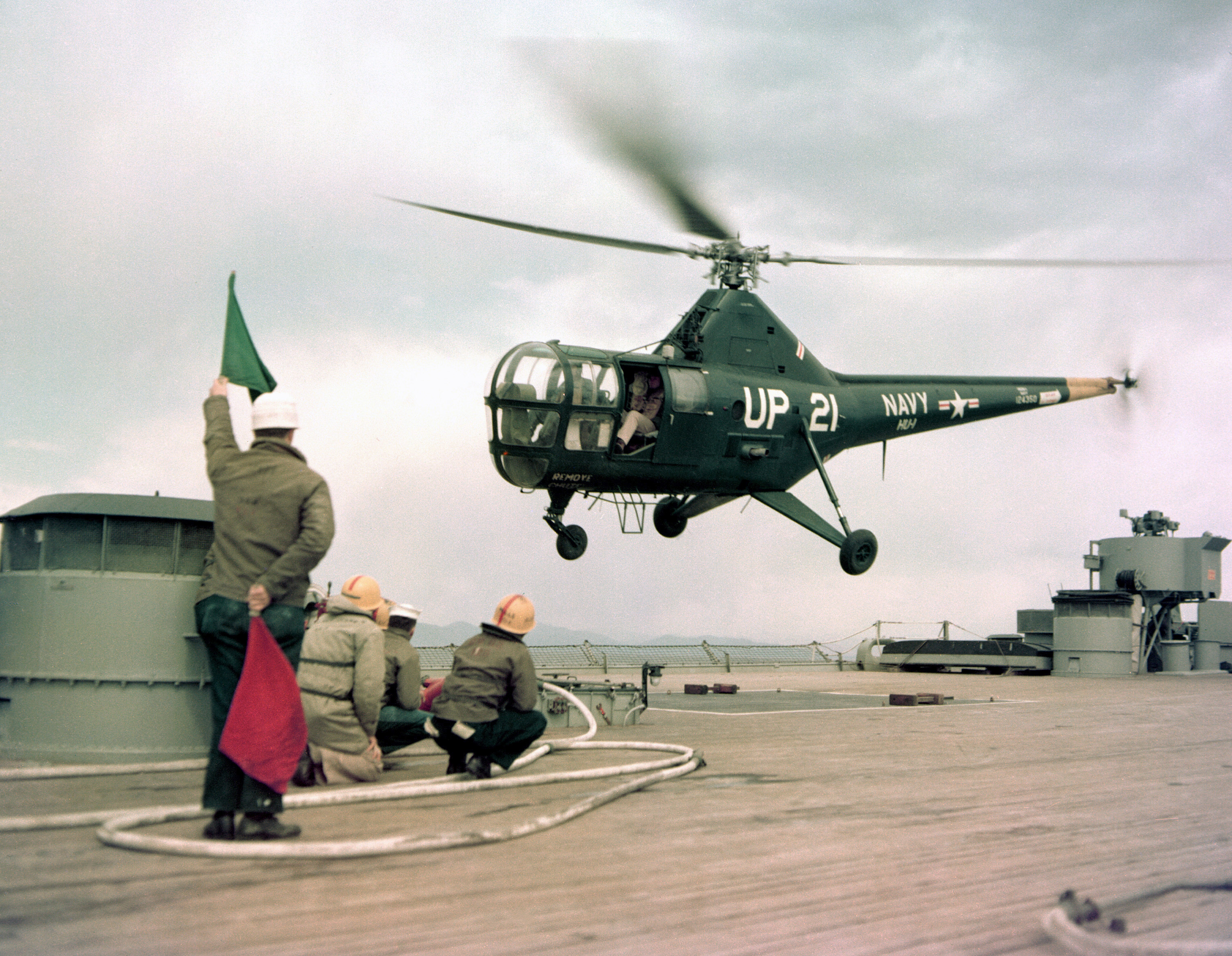
HO3S-1 de l'US Navy en 1953

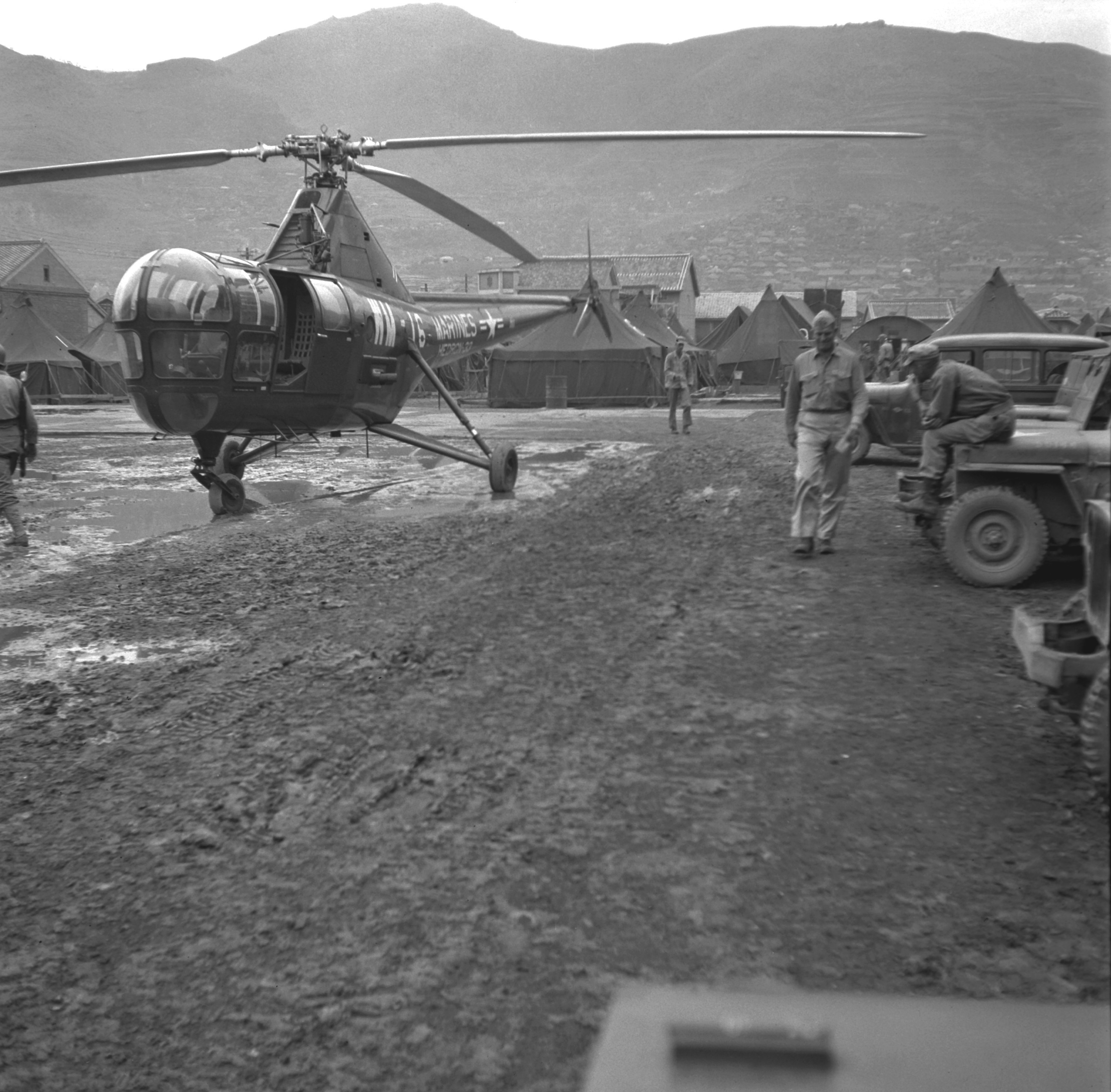
HO3S-1 de la Marine Air Group 33 à Inchon, Corée, 1950.

XR-5
Prototype dérivé du VS.372 avec deux sièges et propulsé par un moteur de 450 ch R-985-AN-5, cinq construits.
YR-5A
Comme le XR-5 avec des modifications mineures, 26 construits dont deux pour United States Navy renommé H02S-1.
R-5A
Modèle de sauvetage avec deux brancards à l'extérieur, 34 construits renommés plus tard H-5A.
R-5B
Modification du R-5A, non construit.
YR-5C
Modification du R-5A, non construit.
R-5D
Modification du R-5As avec train d'atterrissage sous le nez à l'avant, treuil de sauvetage, 20 conversions renommées plus tard H-5D.
YR-5E
Modification du YR-5As avec poste de commandes doublé, cinq conversions renommées plus tard YH-5E.
R-5F
Modèle civil S-51 avec quatre sièges construit en 1947, 11 construits renommés plus tard H-5F.
H-5A
R-5A renommé.
H-5D
R-5D renommé.
YH-5E
YR-5E renommé.
H-5F
R-5F renommé.
H-5G
Comme le H-5F avec quatre sièges et équipement de sauvetage, 39 construits.
H-5H
Comme le H-5G avec équipement mis à jour, 16 construits.
HO2S-1
2 YR-5As pour l'United States Navy passé plus tard à l'United States Coast Guard, commande de 34 modèles annulés.
HO3S-1
Version à quatre sièges pour l'United States Navy identique au H-5F, 88 construits.
HO3S-1G
HO3S-1 pour l'United States Coast Guard, 9 construits.
HO3S-2
Version navale de l'H-5H, non construit.
HO3S-3
1 modèle HO3S-1 modifié en 1950 avec un rotor redessiné.
S-51
Version civile de transport à quatre sièges.

## Utilisateurs

### Sikorsky S-51
Australie

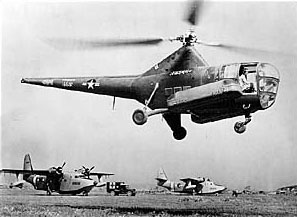
Hélicoptère Sikorsky H-5 et Grumman SA-16 du 3rd Rescue Squadron

- Royal Australian Air Force - 3 en service de 1947 à 1964[3].
  - No. 21 Squadron RAAF (en)
  - No. 22 Squadron RAAF (en)
  - No. 23 Squadron RAAF (en)
  - Aircraft Research and Development Unit (en)

 Brésil
 France
- Marine française  - 2 en service de 1951 à 1955[4]

 Canada
 Japon
 Philippines
 Afrique du Sud
- South African Air Force - Utilisé pour la pulvérisation de DDT pour combattre la malaria au Zoulouland  dans les années 1950.

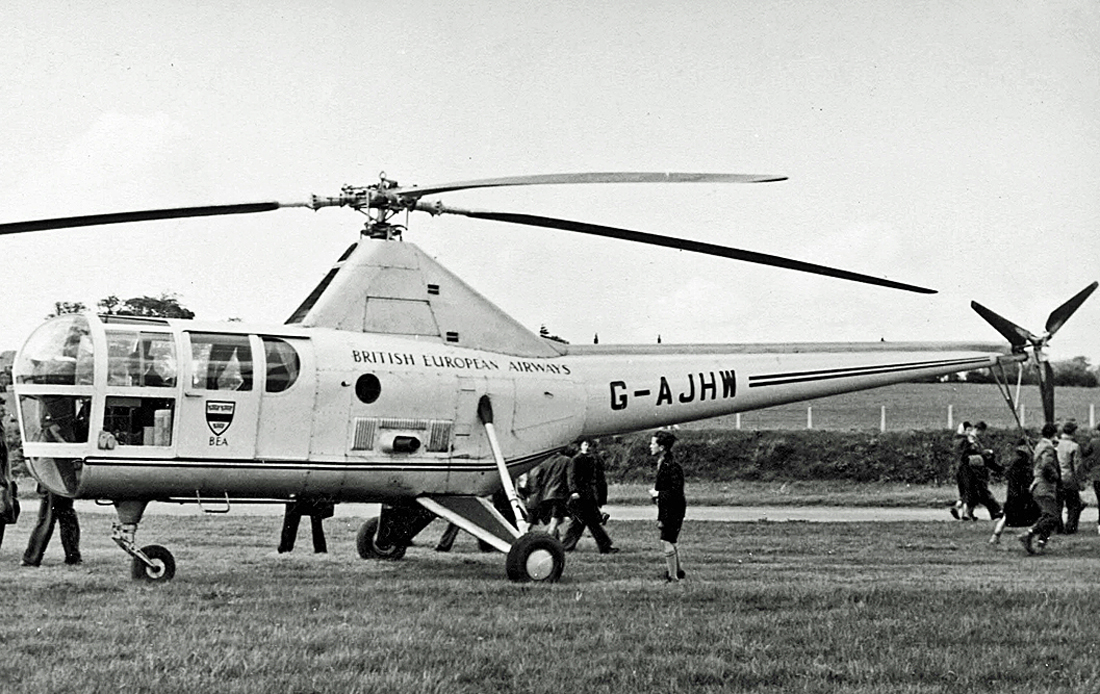
Sikorsky S-51 du British European Airways en 1953

 Thaïlande
 Royaume-Uni
- Royal Navy
- British European Airways

 États-Unis
- Los Angeles Airways (en)
- United States Army
- United States Air Force
- United States Navy
- United States Marines Aviation

## Survivants
- YH-5A (s/n 43-46620) exposé au National Museum of the United States Air Force de Wright-Patterson AFB près de Dayton en Ohio aux États-Unis. L'appareil est l'un des 24 commandés en 1944. Il a été obtenu par l'Eglin Air Force Base de Floride, en mars 1955[5].
- National Museum of Naval Aviation à Pensacola en Floride
- Aviodrome à Lelystad aux Pays-Bas
- South African Air Force Museum à AFB Swartkop (en) près de Pretoria en Afrique du Sud.
- Royal Thai Air Force Museum (en) à l'aéroport de Don Muang à Bangkok en  Thaïlande.